# Scaptomyza acuta
Scaptomyza acuta är en tvåvingeart som beskrevs av Nishiharu 1979. Scaptomyza acuta ingår i släktet Scaptomyza och familjen daggflugor. Inga underarter finns listade i Catalogue of Life.